# I'll Be Over You
Singles de Toto
Till the end
(1986) Without your love
(1986)
I'll Be Over You est une chanson du groupe de rock Toto, enregistrée en 1986 sur le sixième album du groupe, Fahrenheit. 
Il s'agit d'une balade sentimentale, chantée par le guitariste de la bande : Steve Lukather. Le titre, sorti en single, s'est hissé à la onzième place des charts américains en 1986. La chanson a eu droit à un clip se passant sur le toit d'un immeuble aux États-Unis. 
Par la suite,  il a été sélectionné pour figurer sur la première compilation de Toto (réunissant les meilleurs titres), Past to present en 1990 puis sur le premier album live du groupe, Absolutely Live, en 1993.

## Musiciens
- Joseph Williams : chant
- Steve Lukather : guitare, chant (en voix principale sur cette chanson)
- David Paich : claviers, chant
- Steve Porcaro : claviers, chant
- Mike Porcaro : basse
- Jeff Porcaro : batterie, percussions
- Michael McDonald : back vocal

## Autres versions
- Le titre a été repris en live dans l'album Papa Was a Sexy Dancer (1992)